# Tempête (film, 1982)
Pour les articles homonymes, voir Tempête (homonymie) et Tempest.
Pour plus de détails, voir Fiche technique et Distribution.
Tempête (Tempest) est un film américain réalisé par Paul Mazursky, adapté de la pièce de théâtre La Tempête de William Shakespeare, sorti en 1982.

## Synopsis
Philip Dimitrius est un architecte new-yorkais. Travaillé par la cinquantaine, il décide de laisser là sa vie de couple et son confort, pour s'installer sur une île grecque avec sa fille Miranda et retrouver un sens à sa vie.

## Fiche technique
- Titre original : Tempest
- Titre français : Tempête
- Réalisation : Paul Mazursky
- Scénario : Leon Capetanos et Paul Mazursky d'après la pièce de théâtre La Tempête de William Shakespeare.
- Production : Paul Mazursky
- Musique : Stomu Yamashta
- Photographie : Donald McAlpine
- Montage : Donn Cambern
- Pays d'origine : États-Unis
- Format : Couleurs - Dolby - 70 mm
- Genre : Comédie dramatique
- Durée : 140 minutes
- Date de sortie : 13 août 1982

## Distribution
- John Cassavetes : Phillip Dimitrius
- Gena Rowlands : Antonia Dimitrius
- Susan Sarandon (VF : Béatrice Delfe[1]) : Aretha Tomalin
- Vittorio Gassman : Alonzo
- Raúl Juliá : Kalibanos
- Molly Ringwald : Miranda Dimitrius
- Sam Robards : Freddy
- Paul Stewart : le père de Phillip
- Jackie Gayle : Trinc
- Anthony Holland : Sebastian
- Jerry Hardin : Harry Gondorf
- Lucianne Buchanan : Dolores
- Vassilis Glezakos : Capitaine
- Luigi Laezza : Marin
- Carol Ficatier : Gabrielle

## Distinctions
- Mostra de Venise 1982 : Prix Pasinetti de la meilleure actrice (Susan Sarandon).
- Festival international du film de Toronto 1982 : Prix du public.
- Nommé pour le Golden Globe du meilleur acteur dans un second rôle 1983 (Raúl Juliá)
- Nommé pour le Golden Globe de la révélation féminine de l'année 1983 (Molly Ringwald)